# An Qi
An Qi (født 21. juni 1981) er en kinesisk fodboldmålmand. Han var ved VM i fodbold 2002. Han spillede for Kinas landshold i sæsonerne 2001-2002. Her nåede han at spille 9 kampe.